# Vrbica (Słowenia)
Vrbica – wieś w Słowenii, w gminie Ilirska Bistrica. W 2018 roku liczyła 158 mieszkańców.